# 久保田豊 (政治家)
久保田 豊（くぼた ゆたか、1905年10月4日 ‐ 1965年10月24日）は、日本の政治家。衆議院議員（5期）。韮山村長（2期）。 

## 概要
- 1905年（明治38年）-静岡県田方郡韮山村生まれ[1]。
その後、静岡県立韮山中学校、静岡高等学校卒業[1]。
- 1930年（昭和5年）-東京帝国大学法学部を卒業し、経済学部に入学[1]。大学在学中は新人会に所属した。
その後、静岡県立田方農学校の教師を務める[1]。
- 1933年（昭和8年）-満州国に渡り、ハルピン日日新聞記者、満州国協和会職員を務める[1]。
- 1942年（昭和17年）-満州国東満総省雞寧県長就任。
- 1947年（昭和22年）-韮山村長就任[1]。
- 1952年（昭和27年）-第25回衆議院議員総選挙静岡2区に無所属で出馬し、落選。
- 1953年（昭和28年）-第26回衆議院議員総選挙に労働者農民党から出馬し、初当選。
- 1957年（昭和32年）-労働者農民党が解党したため、日本社会党に入党[1]。
- 1960年（昭和35年）-衆議院議員在職中に、静岡県韮山町の自宅において死去[1]。